# ツオリコン
ツォリコン（ドイツ語: Zollikon）はスイスの自治体。チューリッヒ州のメイレン行政区に属している。

## ギャラリー

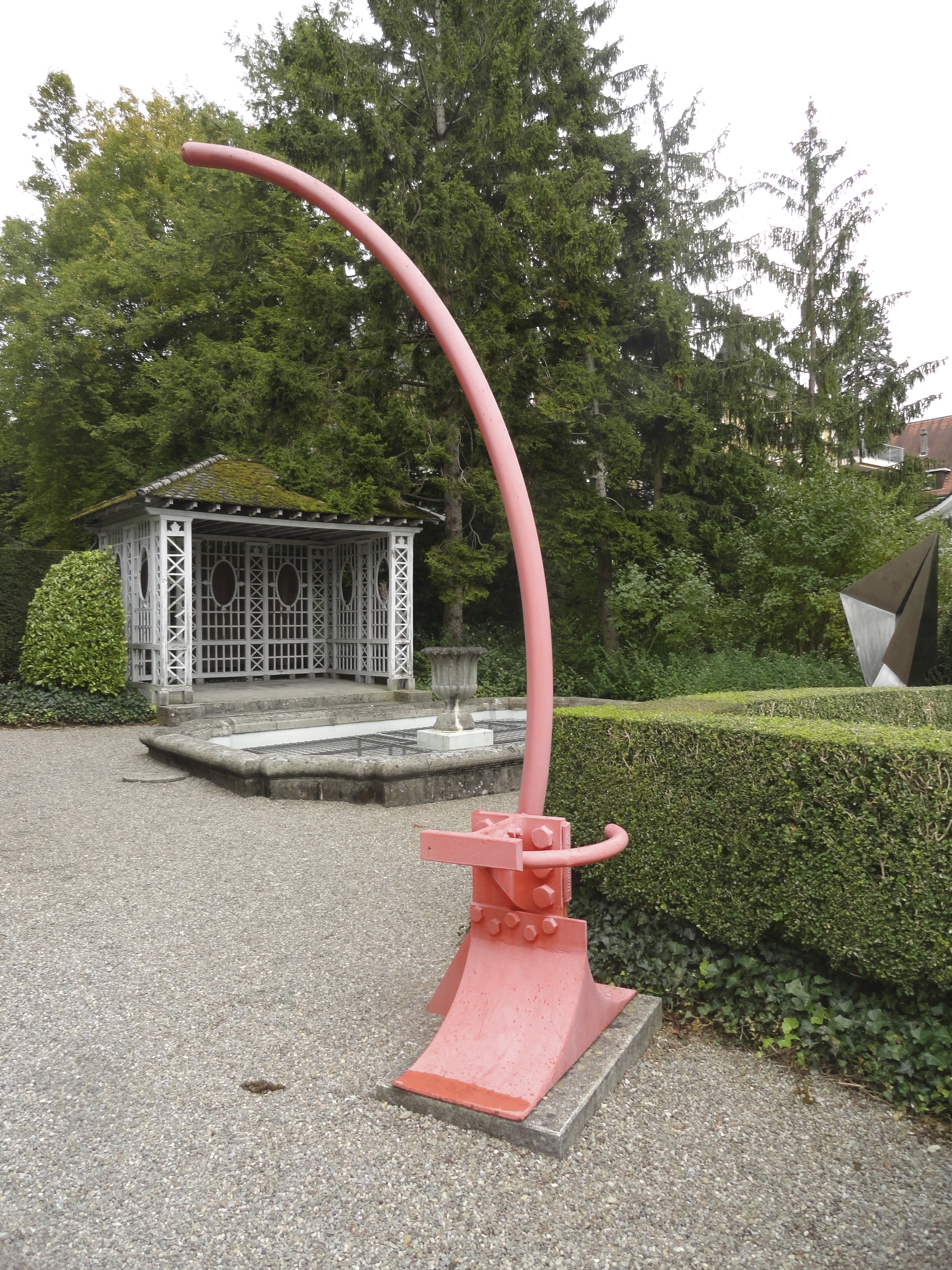
ベルンハルト・ルーギンビュール: Danielstengel
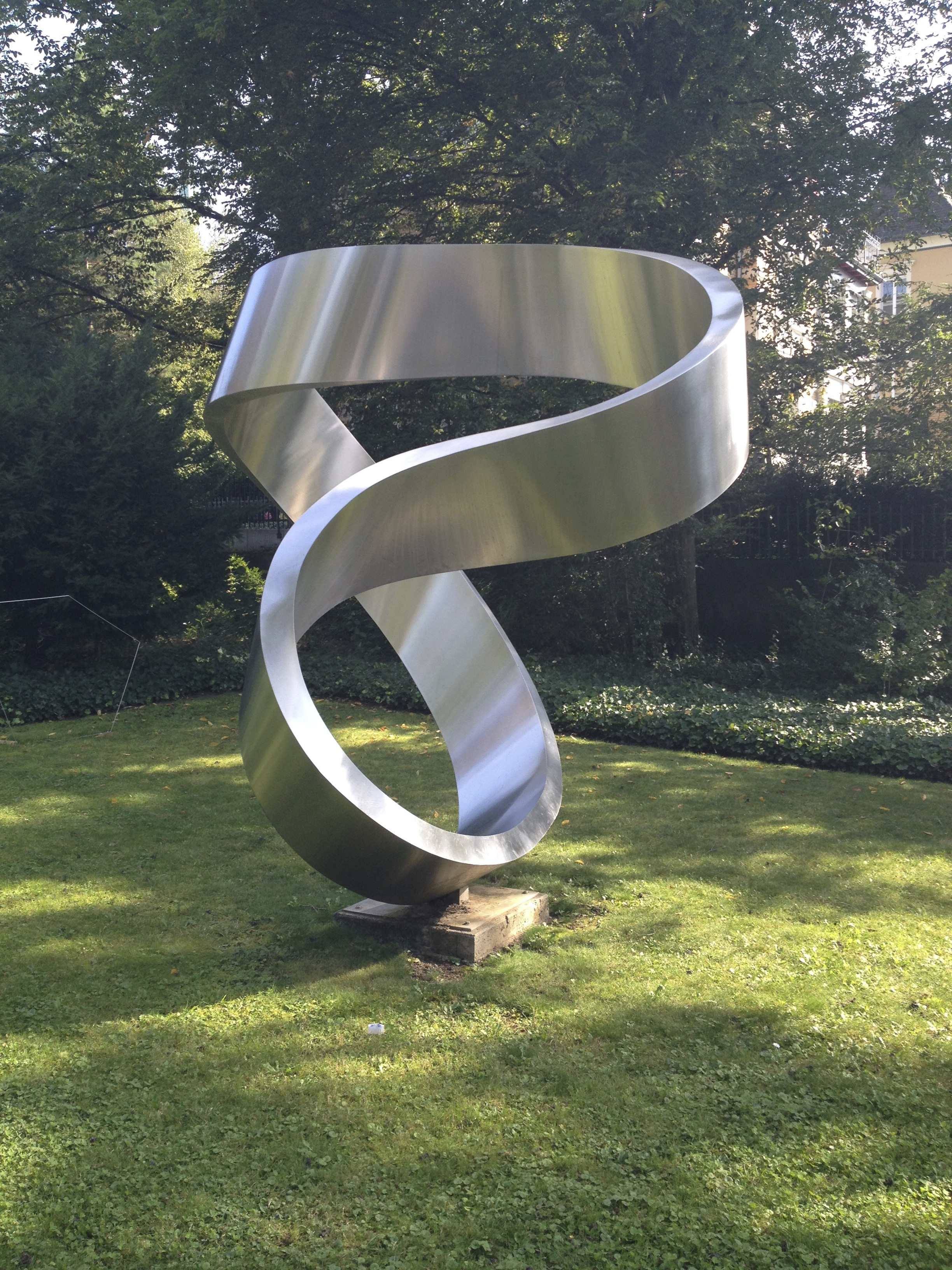
ヨーゼフ・シュタウプ: 王
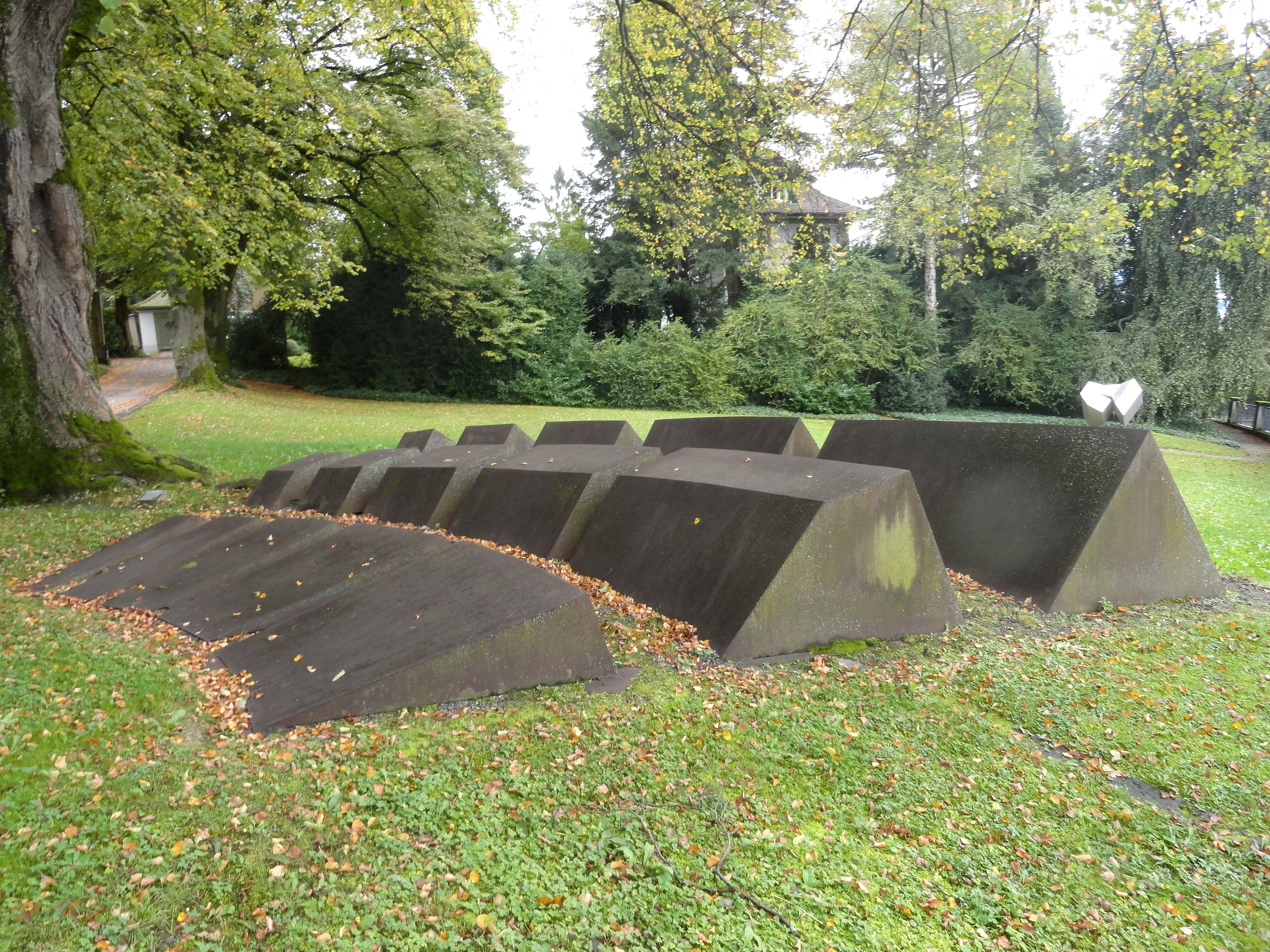
ジリアン・ホワイト: Fächersphäre
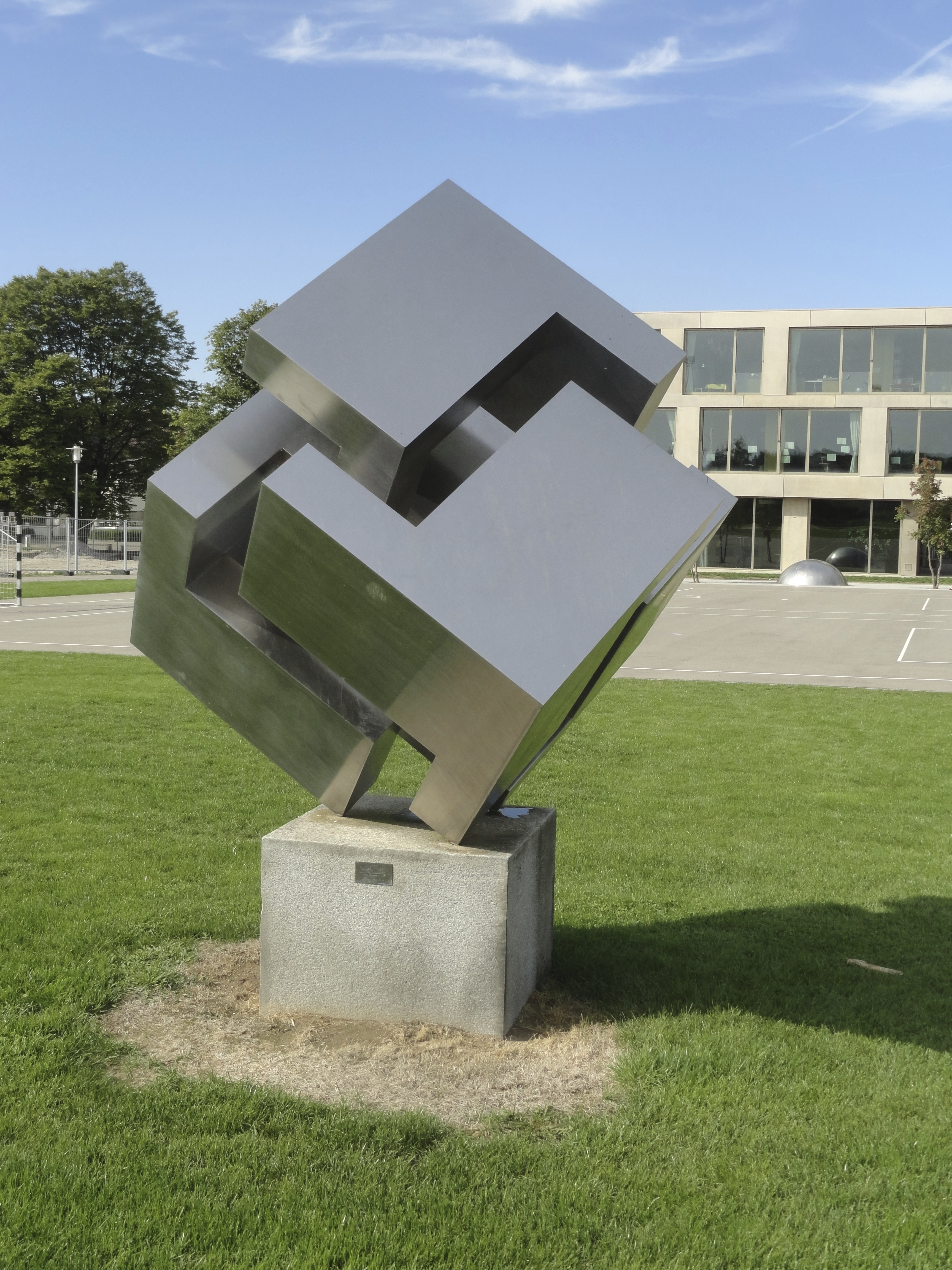
カルロ・ヴィヴァレッリ: 4つの凸凹の隅, 設置場所：Park Schulanlage Oescher
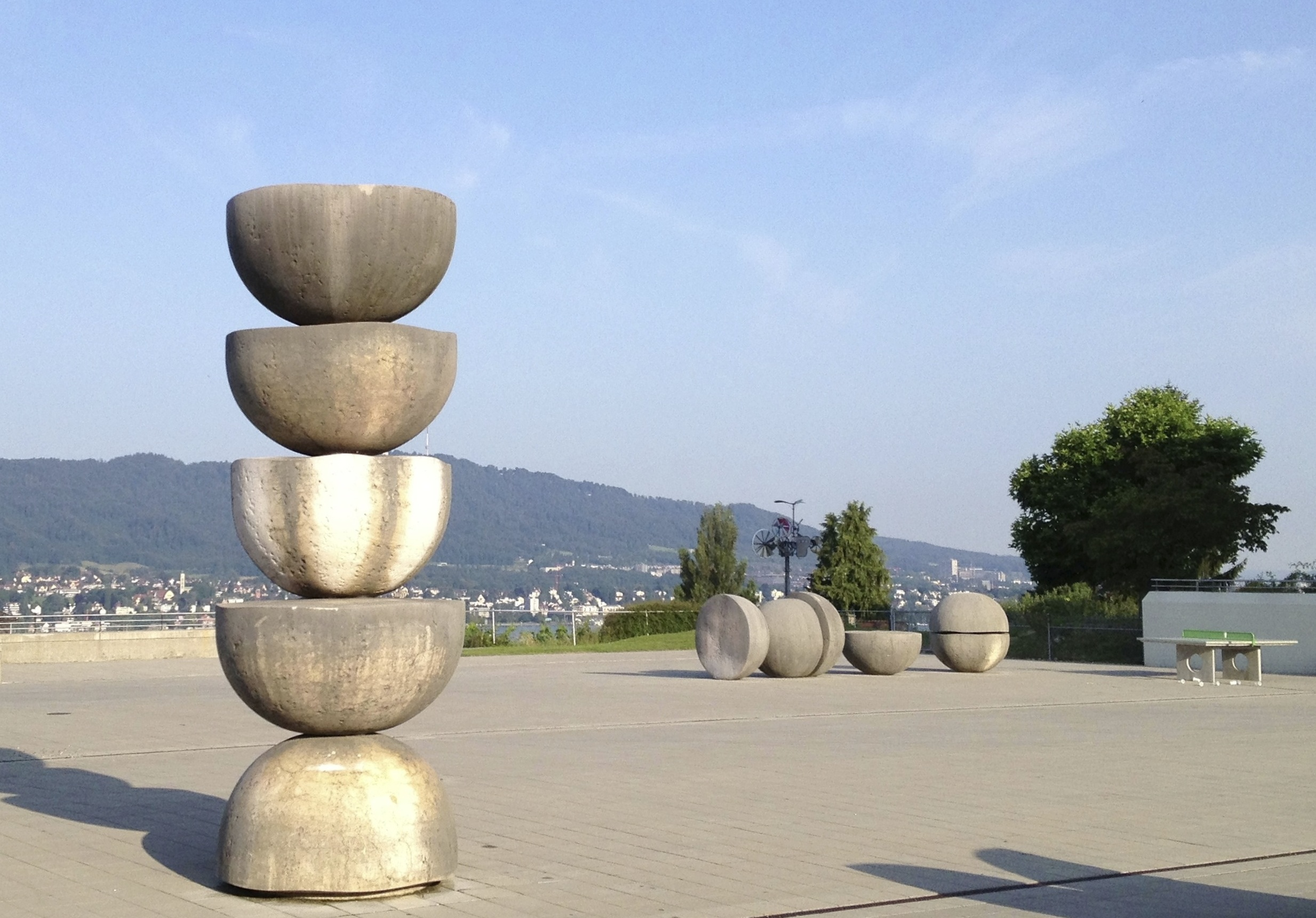
パウル・アグストーニ: 建築物と参加, 設置場所：Buchholzhügel
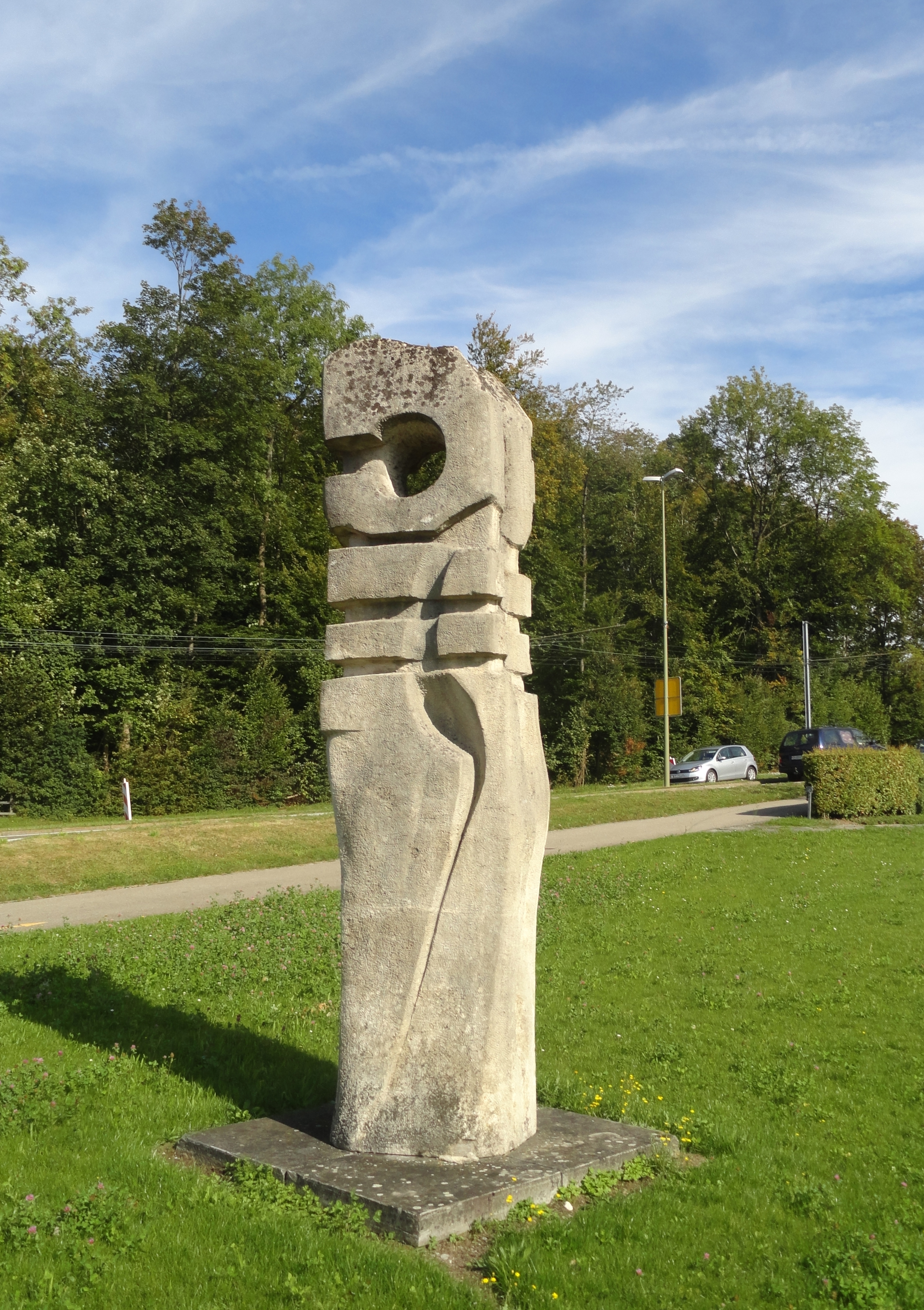
水井康雄: 天国への鍵; 設置場所：Bergstrasse/Forchstrasse
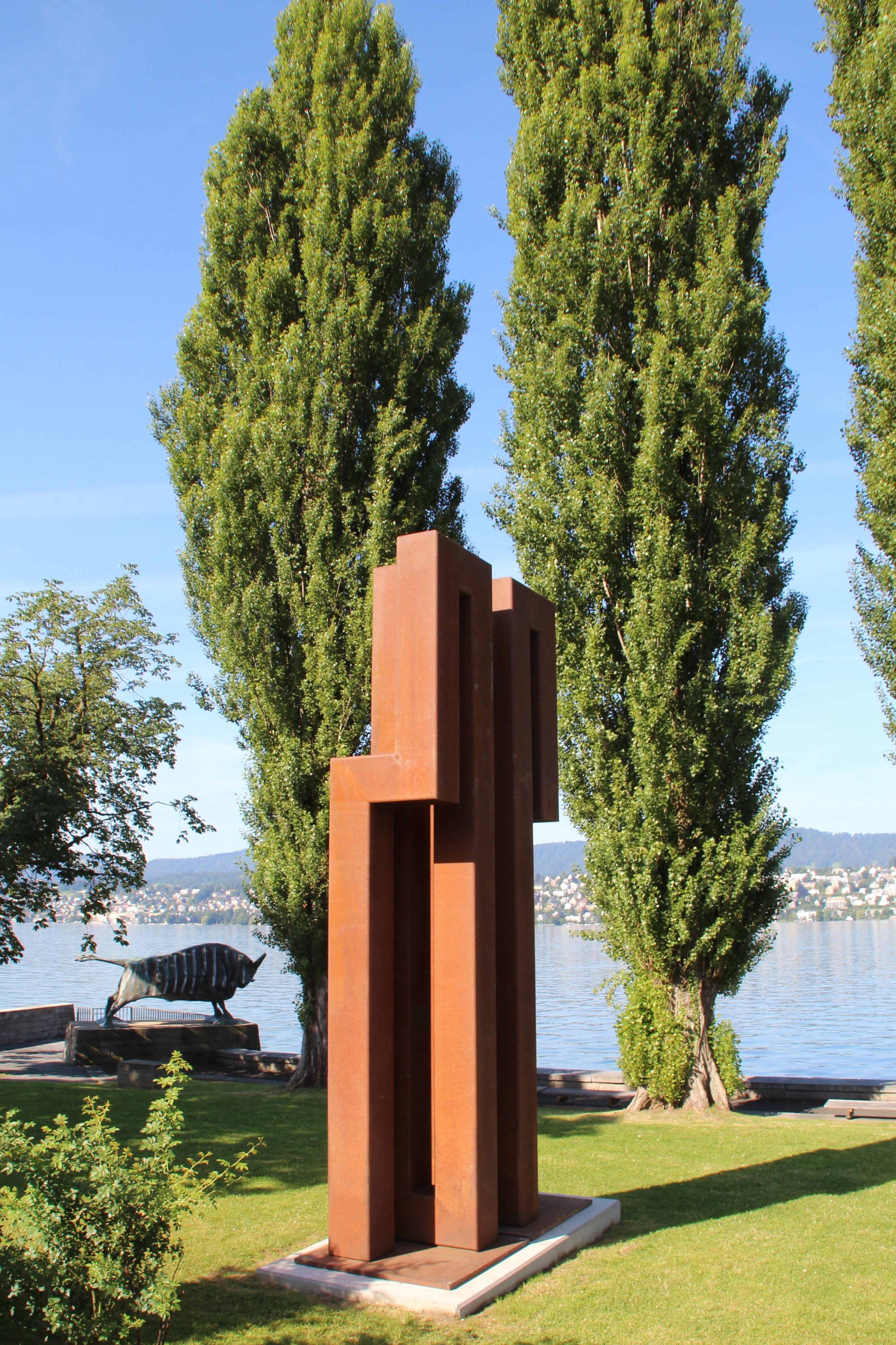
ジェームズ・リチーニ： 建築構造 400

## 出身者
- オイゲン・ブロイラー - 精神科医
- アドルフ・ムシュク - 作家